# 비레타

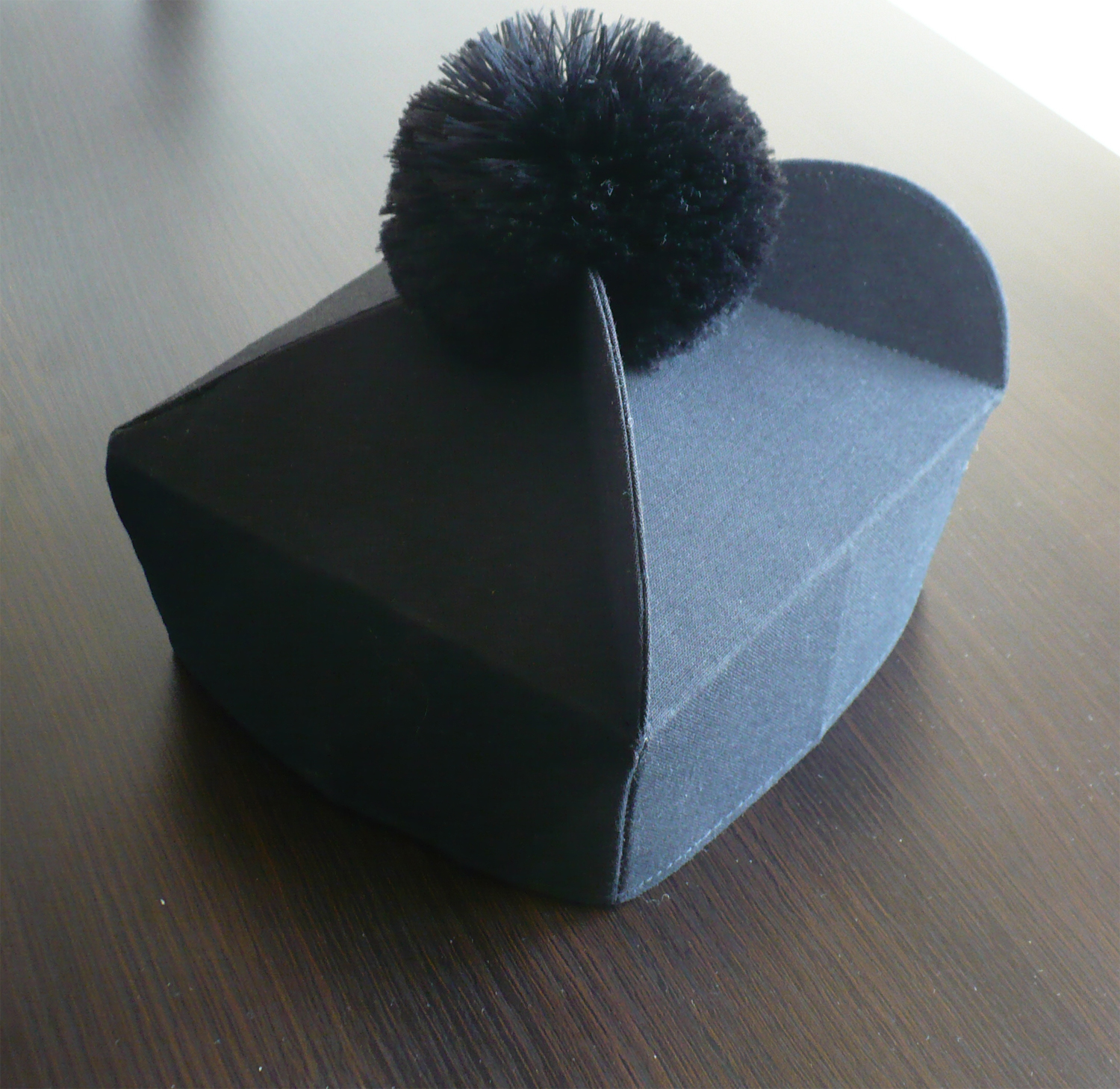
검은색 사제용 비레타

비레타(Biretta, 라틴어: Biretum)는 로마 가톨릭교회와 일부 성공회의 성직자들이 전통적으로 착용하던 각진 모자이며, 이따금 뾰족한 끝이나 챙 부분에 술을 얹어 장식한다. 사제 각모라고 부르기도 한다. 또한,  이탈리아의 일부 대학교에서는 박사학위를 취득했을 때 비레타와 비슷한 모자를 쓰기도 한다. 법정의 변호사들도 특별한 행사 때 착용하는데, 채널 제도의 변호사들이 대표적 예다.
그 기원은 불확실하지만 10세기 초에 처음으로 언급되었다. 중세 시대 고위층의 보들보들하고 네모진 학사모에서 유래했다는 학설이 가장 개연적이다. 또한, 중세의 학사모는 오늘날 속계 대학에서 사용하는 현대적 사각모의 원형이다.

## 같이 보기
- 갈레로